# Aeschentor

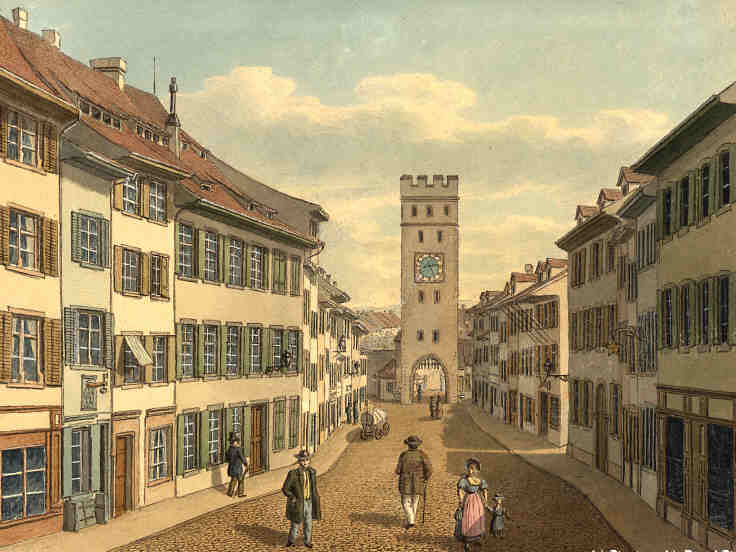
Das Aeschentor vom heutigen Bankenplatz aus gesehen (Aquarell, um 1850)

Das Aeschentor (Baseldeutsch Aeschedoor [ˈæʃːəˌdɔːʁ]) war ein Stadttor der Stadt Basel und einst Bestandteil der Basler Stadtmauer.
Seinen Namen erhielt das Aeschentor im 14. Jahrhundert vom älteren Stadttor der inneren Stadtmauer (Aeschenschwibbogen). Aufgrund seiner Lage an einer alten Heerstrasse galt es als historisch bedeutendstes Stadttor, da es als Ausgangspunkt für mehrere Schlachtteilnahmen von städtischen Truppen diente (so etwa 1444 vor der Schlacht bei St. Jakob an der Birs und 1466 bei einem gescheiterten Angriff Oswalds von Thierstein). Am 13. Juli 1501 trafen die eidgenössischen Gesandten durch das Aeschentor in der Stadt ein, um Basels Beitritt zur Eidgenossenschaft zu feiern. 1833 kehrten die geschlagenen Basler Truppen durchs Aeschentor zurück, was die Basler Kantonstrennung endgültig besiegelte.
1841 wurde das Aeschentor ein letztes Mal renoviert, es erhielt die Turmuhr des soeben abgebrochenen Aeschenschwibbogen. Den wegen schlechter Witterung verzögerten Umbau verantwortete der Architekt Melchior Berri. Es wurde im Zuge des Basler Stadterweiterungsgesetzes von 1859 am 31. Mai 1861 abgerissen.